# أوتو بفلانتسل
أوتو بفلانتسل Otto Pflanzl (ولد في 17 أغسطس 1865 في اورفار وهي اليوم ضاحية في مدينة لينتس – ومات في 22 سبتمبر 1943 في زالتسبورغ) هو شاعر وطني نمساوي, كتب الشعر والنثر القصصي الساخر بلهجة مدينة زالتسبورغ.
تم نقده بشدة حين وصف أدولف هتلر في إحدى قصائده قائلا: «زعيمي المحبوب» mei liaba Führer. وقد دفن في مقبرة Petersfriedhof في زالتسبورغ.